# Escolas de Aprendizes-Marinheiros do Brasil

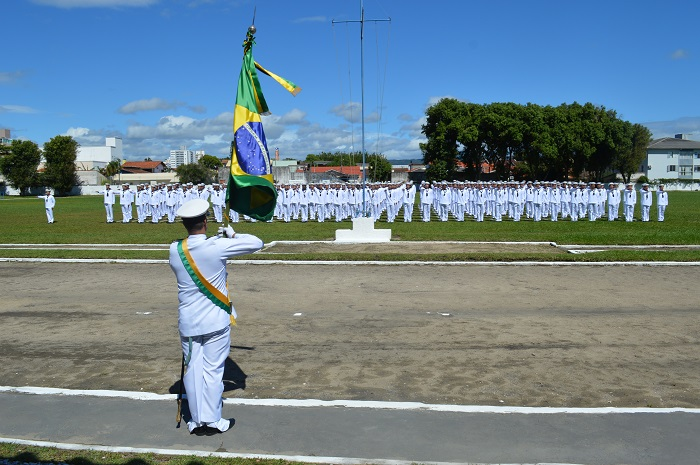
Juramento à bandeira na escola de Florianópolis

As Escolas de Aprendizes-Marinheiros são instituições de ensino da Marinha do Brasil, encarregadas da formação e incorporação de praças. O ingresso é realizado através de concurso público nacional cujos requisitos são ser brasileiro nato e ter concluído o ensino médio; ter mais de 18 anos e menos de 22 anos na data prevista para início do curso; ser solteiro, nunca haver vivido em concubinato ou união estável e não ter filhos. Os alunos são considerados grumetes durante o curso, ao final do qual tornam-se marinheiros.

## Histórico

### Companhias de Aprendizes Marinheiros
As Companhia de Aprendizes Marinheiros, precursoras das atuais escolas, foram um dos primeiros passos da profissionalização do corpo de marinheiros da então Armada Imperial Brasileira, até então formado quase exclusivamente pelo recrutamento forçado de indivíduos com alguma experiência marítima, um conjunto heterogêneo que deu mostras de despreparo e insubordinação nas primeiras guerras do Brasil independente. A formação dos marinheiros entrou nas pautas políticas em 1833, e três anos depois a Marinha criou sua primeira Companhia Fixa de Aprendizes-Marinheiros, que deu origem, em 1840, à Companhia de Aprendizes-Marinheiros. Nos anos seguintes, a Marinha criou outras 17 companhias pelo país.
A nova instituição deveria suprir a demanda de tripulantes para os navios de guerra. A escassez de efetivos era um problema crônico, que persistiu até os primeiros anos da República, devido ao que o ministro Eduardo Wandenkolk definiu, décadas depois, como a “repugnância que em geral manifesta a nossa população para a vida marítima militar”. Em alguns períodos, até dois terços dos marinheiros haviam entrado na Marinha como aprendizes. A formação visava tripulações mais instruídas e disciplinadas, com menos tensão a bordo.
A função social das Companhias seria a de acolher os jovens pobres e oferecer uma oportunidade de ascensão social dentro da marinha. Os jovens eram alistados por pais ou tutores, que recebiam uma gratificação, ou por autoridades policiais ou judiciárias, que entregavam órfãos, crianças abandonadas e pequenos delinquentes. Através da rígida disciplina de uma instituição total, esses jovens seriam moldados conforme o ideal civilizatório dos oficiais. As autoridades navais não tinham opinião unânime se as Companhias cumpriam ou não esses objetivos, e as deserções eram um problema recorrente. Ainda assim, o processo institucionalizou o corpo de marinheiros e fortaleceu os laços entre as tripulações e a Marinha.
A formação do aprendiz de marinheiro compreendia o curso primário e os elementos profissionais, estritamente necessários ao desempenho do serviço de bordo. O formato era de sala de aula tradicional, com quadro, mesa, cadeiras e professor à frente. Por ocasião da Guerra do Paraguai, houve uma ampliação das instalações, com a finalidade de formar trezentos aprendizes por ano para atender a demanda da Esquadra.

### Escolas de Aprendizes Marinheiros
Em 1885 as Companhias passaram a denominar-se Escolas de Aprendizes Marinheiros. Novas mudanças continuavam a ser feitas nos currículos, e cada Escola deveria ter à disposição um navio para o ensino prático a bordo. A própria organização escolar se assemelhava a um navio de guerra. Numa época em que o acesso à educação era limitada, essas Escolas eram oportunidades raras para os pobres educarem seus filhos. Ainda assim, havia certa resistência da população ao alistamento dos jovens.
Foi através das Escolas que a Marinha compensou a perda de efetivo decorrente da Revolta da Chibata de 1910. Após esse conflito os castigos foram abrandados, e o recrutamento tornou-se mais exigente. A Marinha não queria mais os jovens entregues pela polícia, e o número de órfãos e abandonados gradualmente diminuiu no corpo de alunos. A partir de 1912 as Escolas passaram a contar com professores normalistas. A formação era simultaneamente técnica e militar. Ao final dos anos 50, a pressão permanecia alta, e havia um alto índice de desistências.
Atualmente as Escolas de Aprendizes-Marinheiros (EAM) estão subordinadas à Diretoria de Ensino da Marinha do Brasil, existindo quatro estabelecimentos de ensino:
- Escola de Aprendizes-Marinheiros do Ceará
- Escola de Aprendizes-Marinheiros do Espírito Santo
- Escola de Aprendizes-Marinheiros de Pernambuco
- Escola de Aprendizes-Marinheiros de Santa Catarina